# 血苋
血苋（学名：Iresine herbstii），又名红叶苋、洋苋、酒丹参、红洋苋，为苋科血苋属的植物。分布在巴西以及中国大陆的广东、江苏、云南、广西等地，目前已由人工引种栽培。